# 巨托悬钩子
巨托悬钩子（学名：Rubus stipulosus）为蔷薇科悬钩子属下的一个种。

## 扩展阅读
- 維基物種上的相關：巨托悬钩子